# Catedral abacial de San Galo
La iglesia abacial de San Galo (en francés: Abbatiale de Saint-Gall) también conocida como catedral de San Galo o abacial de los Santos Galo y Omar (en alemán: Stiftskirche St. Gallus und Otmar), es la iglesia abacial católica de la abadía de San Galo, Suiza. Es la catedral de la diócesis de San Galo.

## Historia

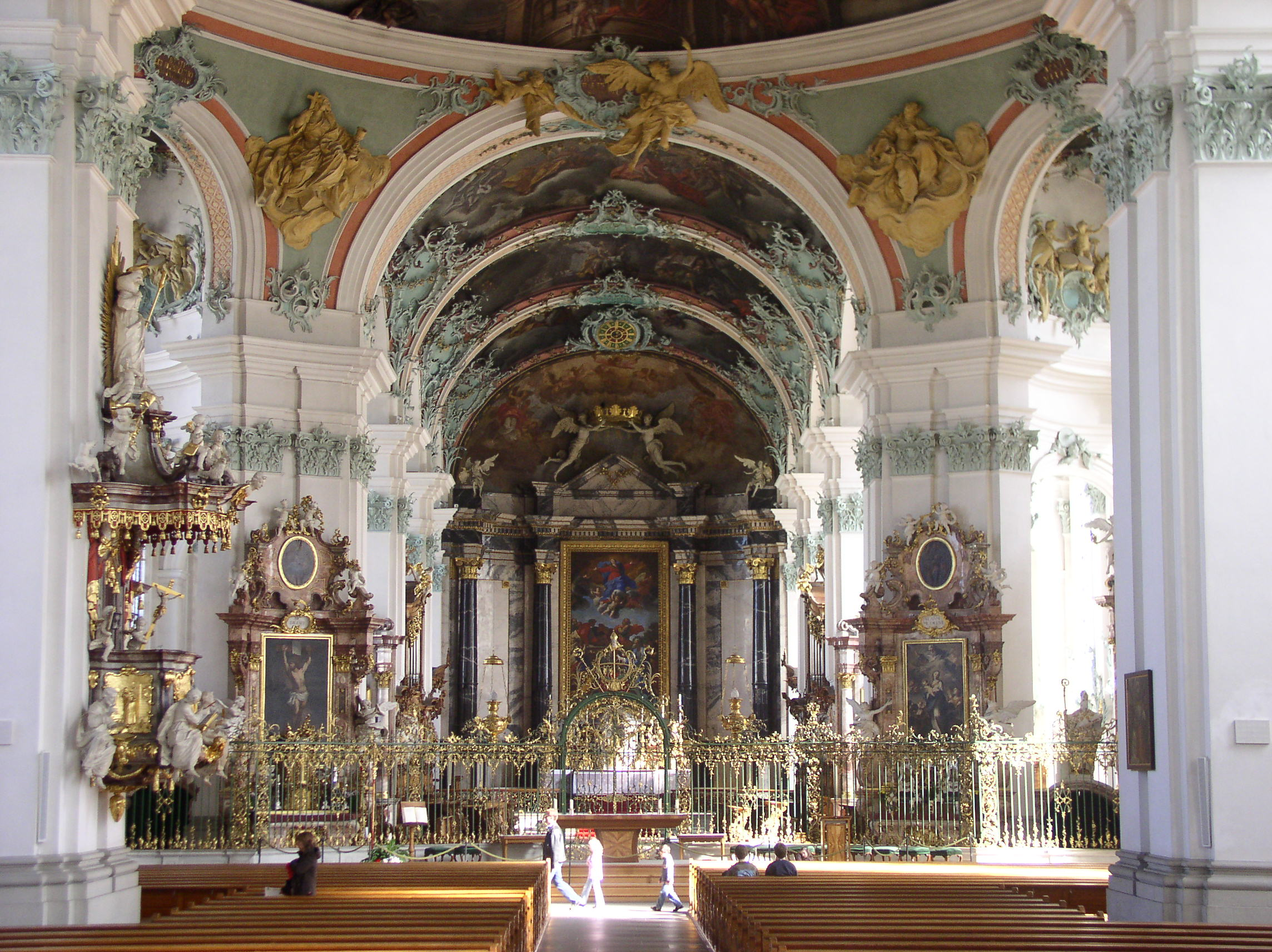
Interior de la iglesia

La iniciativa de reconstruir la iglesia de la abadía se remonta al siglo XVIII, cuando la antigua iglesia del monasterio de San Galo, que databa del siglo IX, llegó a ser vetusta y obsoleta. Sobre la base de los planos dibujados por Gabriel Loser y Johann Caspar Bagnato, fue Peter Thumb quien aseguró la construcción de la nave y de la rotonda entre 1755 y 1757.
La demolición del antiguo edificio comenzó el 2 de mayo de 1755, y la primera piedra de la nueva iglesia se colocó el 29 de agosto de 1756 por el abad Coelestin Gugger von Staudach. La decoración interior y exterior fue encargada a Johann Christian Wentzinger por 52 000 florínes; Sin embargo, él no trabajó personalmente en el edificio y se contentó con la concepción y planificación de su realización. Los trabajos sobre la nave se completaron en el verano de 1760, y la iglesia fue consagrada el 15 de noviembre de 1760.
El coro, por su parte, no se construyó hasta 1760. Hasta entonces, fue el viejo coro gótico el que sirvió como iglesia temporal. Las dos flechas se completaron en 1766, mientras que los últimos trabajos interiores duraron hasta 1772. Por desgracia, la cúpula de la nave había sido mal ejecutada, lo que obligó, ya en 1773, a hacer los primeros trabajos de renovación.
Tras la disolución del antiguo principado abacial de Saint-Gall en 1805, se hicieron cambios menores en el interior de la iglesia. En 1824, los daños estructurales requirieron nuevas reformas; en esta ocasión, Antonio Moretto hizo varias pinturas en el techo. Posteriormente, más trabajos fueron realizados en 1841-1845 (zona este), de 1866 hasta 1867 (renovación interior completa) y en 1928-1938 (renovación exterior completa). La última renovación importante se llevó a cabo entre 2000 y 2003.
La abacial, al igual que la biblioteca y los archivos, están registrados como bienes culturales de importancia nacional, mientras que la totalidad de la abadía es Patrimonio de la Humanidad por la UNESCO.

## Descripción
La abacial es uno de los últimos edificios religiosos monumentales del final del período barroco. Construida sobre una estructura simétrica con una rotonda en el centro, está decorada en estilo rococó. Las dos torres de la fachada tienen 68 m de altura. El resto de la fachada es sencillo, con la excepción de cuatro estatuas que marcan el lado septentrional de la entrada.